# Bojan Kontič
Bojan Kontič, slovenski politik in elektrotehnik, * 23. julij 1961, † 2. avgust 2020.
Kontič je bil župan Mestne občine Velenje od izvolitve leta 2010 do svoje smrti.

## Življenjepis
Osnovno šolo je obiskoval v Pesju ter v Velenju, medtem ko je srednješolsko izobraževanje nadaljeval v Ljubljani. Prav tako je končal enoletno politično šolo CK ZKS ter leta 1999 diplomiral na Visoki upravni šoli v Ljubljani.
Sprva je bil zaposlen v velenjskem premogovniku, nato pa je pričel poklicno kariero kot politik. Med letoma 1991 in 1993 je bil zaposlen na Stranki demokratske prenove v Velenju, ter bil istočasno še sekretar Izvršnega sveta velenjske občine.
Leta 1996 je bil prvič izvoljen v Državni zbor. V letih 2008−2010 je bil vodja največje poslanske skupine SD. Leta 2012 je postal podpredsednik stranke.
Med letoma 1998 in 2010 je bil podžupan Mestne občine Velenje in od leta 2011 je župan.
Bojan Kontič, član stranke Socialnih demokratov, je bil leta 2004 tretjič izvoljen v Državni zbor Republike Slovenije; v tem mandatu je bil član naslednjih delovnih teles:
- Komisija za poslovnik (predsednik),
- Odbor za lokalno samoupravo in regionalni razvoj,
- Odbor za zdravstvo in
- Ustavna komisija.